# 四大恶霸地主
四大恶霸地主或四大地主，是中华人民共和国广为人知的四个地主反面典型，刘文彩、黄世仁、南霸天和周扒皮。四人中，除刘文彩外，三人均是文学形象。

## 背景

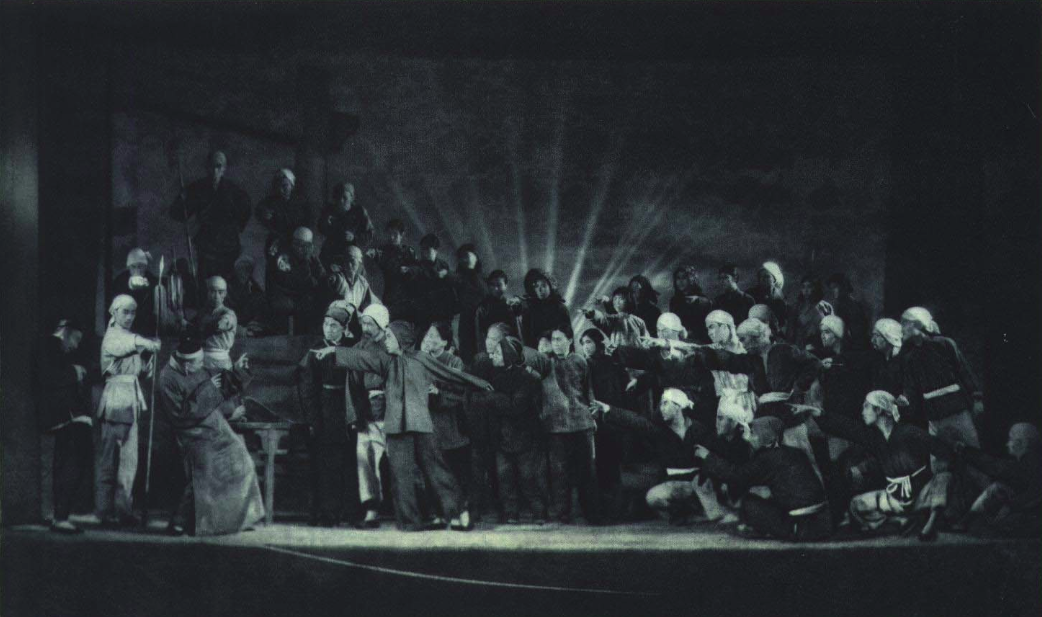
戏剧《白毛女》中批斗黄世仁的情节

1945年4月中国共产党政权控制的延安首演歌剧《白毛女》，剧中黄世仁一角成为四大地主中最早出现的人物形象。当时抗日战争即将结束。中共“减租减息”和“团结地主”的政策被“土地改革”和“打倒地主阶级”所取代

## 刘文彩
刘文彩是四川军阀、中华人民共和国林业部部长刘文辉之兄，其形象经文学改造后在在中华人民共和国的文化大革命中被宣传为“无恶不作”的大地主。1965年6月，创作的泥塑《收租院》以刘文彩庄园收租院为题材，描绘了刘文彩盘剥农民的情况。

## 黄世仁
1945年延安鲁迅艺术学院集体创作的歌剧《白毛女》中的地主。

## 南霸天
1961年电影《红色娘子军》中的恶霸地主。

## 周扒皮
周扒皮是小说《高玉宝》中一个剥削、虐待雇农的周姓地主的绰号。周扒皮原型是周春富，事迹是虚构的，甚至与事实相反。

## 评论
- 有人认为，这些文学形象在现实中都有原型，而原型主人公没有一个是恶人，这些文学形象创作出来都是为政治所服务的。刘文彩“恶霸地主”的事迹都是捏造的，为的是把中国农村的地主阶层丑化，以达到消灭中国农民传统精英阶层的目的。[9]